# Verwaltungsgemeinschaft Pfalzgrafenweiler
Die Verwaltungsgemeinschaft Pfalzgrafenweiler besteht zwischen den Gemeinden Pfalzgrafenweiler sowie Grömbach und Wörnersberg im baden-württembergischen Landkreis Freudenstadt. Dem Rathaus der Stadt Pfalzgrafenweiler wurde nach der Gemeindereform in Baden-Württemberg gewisse Verwaltungsaufgaben wie beispielsweise das Kassen- und Finanzwesen übertragen. Jedoch besitzen Grömbach und Wörnersberg weiterhin einen Bürgermeister und ein Gemeinderat, um ihre politische Selbstständigkeit zu erhalten.

## Schulgemeinschaft
Die Schüler aus Grömbach und Wörnersberg besuchen im Regelfall die Grundschule und Werk-, Realschulen in Pfalzgrafenweiler. Weiterführende Gymnasien werden in Altensteig, Dornstetten oder Freudenstadt besucht.